# Belenois

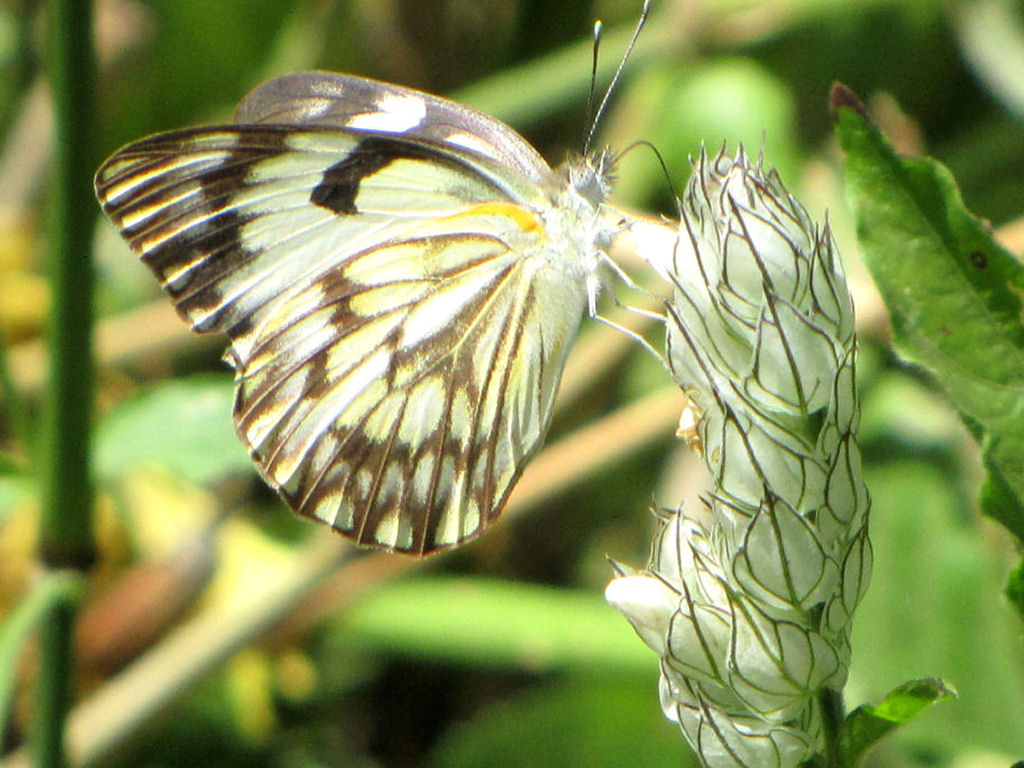
B. gidica, Parque Nacional do Lago Manyara, Tanzânia

Belenois é um género de borboletas da subfamília Pierini, na família Pieridae, que podem ser encontradas principalmente na África e no sudoeste da Ásia.

## Espécies[2]
Subgénero Anaphaeis Hübner, 1819 :
- Belenois aurota (Fabricius, 1793)
- Belenois creona (Cramer, 1776)
- Belenois gidica (Godart, 1819)

Subgrupo pseudohuphina:
- Belenois margaritacea Sharpe, 1891
- Belenois raffrayi (Oberthür, 1878)

Grupo Incertae sedis :
- Belenois albomaculatus (Goeze, 1779)
- Belenois aldabrensis (Holanda, 1896)
- Belenois anomala (Butler, 1881)
- Belenois antsianaka (Ward, 1870)
- Belenois calypso (Drury, 1773)
- Belenois crawshayi Butler, 1894
- Belenois diminuta Butler, 1894
- Belenois grandidieri (Mabille, 1878)
- Belenois hedyle (Cramer, 1777)
- Belenois helcida (Boisduval, 1833)
- Belenois java (Linnaeus, 1768)
- Belenois larima (Boisduval, 1836)
- Belenois mabella Grose-Smith, 1891
- Belenois ogygia (Trimen, 1883)
- Belenois rubrosignata (Weymer, 1901)
- Belenois solilucis Butler, 1874
- Belenois subeida (C. & R. Felder, 1865)
- Belenois sudanensis (Talbot, 1929)
- Belenois theora (Doubleday, 1846)
- Belenois theuszi Dewitz, 1889
- Belenois thysa (Hopffer, 1855)
- Belenois victoria (Dixey, 1915)
- Belenois welwitschii (Rogenhofer, 1890)
- Belenois zochalia (Boisduval, 1836)